# Сарнавский, Владимир Симонович
Владимир Симонович Сарнавский (3 января 1856 — 21 января 1916, Воронеж) — русский морской офицер, адмирал (1915). Участник русско-турецкой войны 1877-1878 годов и Русско-японской войны.

## Биография
Окончил Морской корпус с производством 13 апреля 1875 года в чин гардемарина. 30 августа 1876 года произведен в чин мичмана.
В 1877—1878 — Во время русско-турецкой войны участвовал в бомбардировке Сулина и в постановке минных заграждений на Дунае.
1 января 1881 года — произведен в чин лейтенанта.
В 1885 году — командир миноноски «Скумбрия». 1887—1890 — Командир миноносца «Сухум». 1 января 1889 года назначено содержание по чину капитан-лейтенанта.
1 января 1893 года — произведен в чин капитана 2-го ранга с назначением старшим офицером канонерской лодки «Уралец».
30 октября 1895 — Командир парохода «Колхида».
В 1896 году окончил Артиллерийский офицерский класс со званием артиллерийского офицера 2-го разряда.
13 января 1897 — Командир броненосца береговой обороны «Новгород». 11 августа 1897 — Командир учебного судна «Прут».
1898 — Окончил курс военно-морских наук Николаевской морской академии.
12 октября 1899 — 1 января 1901 — Командир канонерской лодки «Черноморец».
1 января 1901 — Капитан 1-го ранга.
14 мая 1901 — Флаг-капитан берегового штаба старшего флагмана Черноморской флотской дивизии и Штаба Практической эскадры Чёрного моря.
6 декабря 1902 — Командир крейсера «Память Меркурия».
13 октября 1903 — Командир эскадренного броненосца «Три Святителя».
5 января 1904 — Командир крейсера «Паллада». Перевел крейсер на Тихий океан и участвовал в обороне Порт-Артура.
9-14 июня 1904 — Вр. и. о. командира эскадренного броненосца «Победа».
28 июля 1904 — Участвовал в бою в Желтом море и «за отличия, оказанные при защите крепости Порт-Артур» награжден 6 декабря 1906 года орденом Св. Владимира III степени с мечами.
После падения крепости взят в плен.
30 января 1906 — Командир крейсера «Князь Пожарский».
24 июля 1906 — контр-адмирал.
10 апреля 1906 — Начальник Отряда минных крейсеров Практического отряда обороны побережья Балтийского моря.
16 августа 1906 — И. о. младшего флагмана Черноморского флота и начальника Штаба флота и портов Чёрного моря.
8 января 1907 — 4 июня 1908 — Начальник Штаба Черноморского флота и портов Чёрного моря.
2 апреля 1907 — Награждён золотым оружием за отличия при обороне Порт-Артура.
19 мая 1908 — Начальник Отряда минных судов Чёрного моря.
1 сентября 1908 — Начальник Черноморского отряда Действующего флота.
9 октября 1909 — И. о. начальника морских сил Чёрного моря.
27 ноября 1909 — 7 июня 1911 — Начальник Действующего флота Чёрного моря с присвоением звания вице-адмирала.
30 мая 1911 — 25 апреля 1913 — Главный командир Севастопольского порта.
с 7 июня 1911 — 25 апреля 1913 года — и. о. генерал-губернатора и начальника гарнизона Севастополя.
11 марта 1913 года — Член Адмиралтейств-совета.
22 марта 1915 года — Полный адмирал.
Умер в Воронеже. Похоронен на Всесвятском (Новостроящемся) кладбище. Могила не сохранилась.

## Семейное положение
Женат-Мария Платоновна Кутузова, дочь купца. Дети: Агния(р.19.10.1889 г.) и Александр(р.13.07.1891 г.).